# Sota el foc
Sota el foc (títol original: Under Fire) és una pel·lícula estatunidenca de 1983 ambientada a Nicaragua durant l'any 1979, en els últims dies de la dictadura d'Anastasio Somoza seguits del triomf de la Revolució Sandinista. La història és fictícia, però està inspirada en fets històrics reals. Ha estat doblada al català.

## Argument
El fotògraf de guerra estatunidenc Russell Price (Nick Nolte) es troba en la Nicaragua de 1979 per realitzar un reportatge sobre la revolució contra el dictador Anastasio Somoza. Li costa informar amb neutralitat a la vista de la crueltat de la lluita de la població civil contra la Guàrdia Nacional. Quan la guerrilla del FSLN li encarrega una fotografia del comandant Rafael, un dels seus líders més populars, del que es diu que està mort, Price es veu involucrat en els esdeveniments. Al costat dels seus col·legues Claire (Joanna Cassidy) i Alex (Gene Hackman) ha d'ocultar-se perquè no el trobi la Guàrdia Nacional, que compta amb l'ajuda del amoral mercenari estatunidenc Oates (Ed Harris), un vell conegut de Price.

## Repartiment
- Nick Nolte: Russell Price
- Joanna Cassidy: Claire
- Gene Hackman: Alex Grazier
- Ed Harris: Oates
- Jean-Louis Trintignant: Marcel Jazy
- Alma Martínez: Isela
- René Enríquez: Anastasio Somoza Debayle
- Richard Masur: Hub Kittle
- Jorge Zepeda: Rafael
- Jenny Gago: Miss Panamà

## Antecedents reals
Part de la història està inspirada en el cas real del periodista estatunidenc Bill Stewart, qui al juny de 1979 va ser assassinat a Managua, al costat del seu intèrpret nicaragüenc Juan Espinoza, a mans de la Guàrdia Nacional de Somoza. El crim, que va ser registrat per la càmera de Stewart, va provocar repulsa internacional i va motivar que l'administració Carter posés fi a 43 anys de suport militar nord-americà a la dictadura somocista, la qual cosa va permetre el triomf de la revolució sandinista al mes següent.

## Producció
Va ser rodada en el sud-est de Mèxic, exactament a  Chiapa de Corzo, Chiapas, usant: localitzacions el Cañon de Sumidero i una petita colònia del municipi de Chiapa de Corzo anomenada América Libre i a Oaxaca de Juárez, Oaxaca, destacant diversos edificis històrics d'aquesta.

## Banda sonora
La banda sonora, composta per Jerry Goldsmith i interpretada pel guitarrista de jazz Pat Metheny, va estar nominada a l'Oscar. La peça instrumental que apareix en els crèdits finals ("Nicaragua") va ser utilitzada per Quentin Tarantino per musicalitzar una escena de la pel·lícula Django Unchained (2012).